# Il principe dalla maschera rossa
Il principe dalla maschera rossa è un film italiano del 1955 diretto da Leopoldo Savona.

## Trama
Il duca Altichieri sale al potere, dopo che il suo socio Alberico ha ucciso il governatore Conte Filippo della Scala. Dieci anni dopo, una figura misteriosa appare dal nulla, aiuta le persone contro il regime con il travestimento della maschera rossa.